# Église Sainte-Marie d'Helsinki
L'église Sainte-Marie (en finnois : Pyhän Marian kirkko) est une église catholique située dans le quartier de Meilahti à Helsinki en Finlande.

## Présentation
L'édifice, achevé en 1954, est conçu par l'architecte Kaj Salenius dans un style moderne.
Il présente des peintures de la Vierge Marie, avec des représentations de la Femme de l'Apocalypse et de l'Assomption de Marie.
Ces œuvres, ainsi que les fonts baptismaux, les peintures des vitraux et la statue de Marie ont été réalisés par l'artiste néerlandais Lou Manche (nl). 
La statue est une Vierge à l'Enfant sculptée dans la pierre.
L'autel, placé au centre du chœur, contient des reliques de sainte Brigitte de Suède et de sa fille Catherine de Suède.
L'ancien autel, adossé au mur, contient des reliques de Pie X, de saint Christophe et de sainte Maria Goretti. 
Le mur de l'autel est une mosaïque en pierre naturelle créé en 1985 par Claus Kilian (de) représentant la Crucifixion de Jésus entouré des Évangélistes.
Un orgue mécanique à deux claviers et dix-sept jeux est livré  en 1965 par Jacoby Orgelverkstad (sv).
Le clocher a trois cloches qui sonnent le dimanche avant la messe et lors d'occasions spéciales.
L'église dispose d'espaces auxiliaires tels que la salle paroissiale et le presbytère.